# Jacques Simon (peintre)
Pour les articles homonymes, voir Jacques Simon et Simon.
 (avril 2025).
Jacques Simon, né à Paris le 21 novembre 1875 et mort à Carolles (Manche) le 16 février 1965, est un peintre et graveur français. 
Il a aussi produit des ouvrages, des poèmes et des vitraux.

## Biographie
Jacques Roger Simon naît à Paris le 21 novembre 1875. Il est le fils du peintre orientaliste Ernest Simon et l'arrière-grand-père de l'animatrice de télévision Nathalie Simon. Il est l'élève de William Bouguereau et de Gabriel Ferrier à l'Académie Julian et à l'École des beaux-arts de Paris.
Il obtient le prix Brizard en 1903, le prix Abd-el-Tif en 1908, ainsi que le prix Louis Dumoulin. Il expose au Salon colonial des artistes français. Jacques Simon se lie d'amitié à Léon Cauvy et Léon Carré, et devient professeur à la Ville de Paris.
Il peint la Kabylie à l'aspect biblique, influencé par Albert Marquet. Il devient membre  de la Société des artistes orientalistes. Il travaille pour la manufacture des Gobelins (Triptyque L'Algérie, Le Maroc, La Tunisie) et réalise des vitraux pour l'église de Carolles (Manche), l'église de Marquillies (Nord), les fresques de la gare maritime du Havre (détruites en 1940-1945).
Simon illustre les ouvrages d'Eugène Fromentin, Roger Vercel, Georges Duhamel, Roland Dorgelès et Léo Larguier.
Titulaire de nombreuses médailles aux salons, il est un peintre de la nature, des marines, du bocage normand, et d'œuvres orientalistes.
Il a vécu la fin de sa vie dans son atelier carollais situé dans l'actuelle rue Jacques-Simon.

## Distinctions
- Croix de guerre 1914–1918 (deux blessures, une citation).
- Médaille militaire, décret du 6 juin 1915.
- Chevalier de la Légion d'honneur, décret du ministre de la Guerre du 27 décembre 1923[4].